# 枣园街道 (延安市)
枣园街道，是中华人民共和国陕西省延安市宝塔区下辖的一个街道办事处。2019年被评为中国文化百强镇。
2015年，陕西省民政厅批复同意撤销枣园镇，设立枣园街道办事处。

## 行政区划
枣园街道下辖以下地区：
枣园村、石佛沟村、下砭沟村、阳崖村、邓家沟村、候家沟村、华林村、庙沟村、莫家湾村、裴庄村、庙咀沟村、酸刺沟村、延店则村、韩家沟村、刘家河村、张天河村、沙马坪村、上砭沟村、西川口村和温家沟村。

## 知名建筑
枣园又名延园，1944年10月至1947年3月是中共中央书记处所在地。旧址有小礼堂一座，是中央书记处的会议室兼俱乐部与餐厅；平房三座，是作战研究室、休息室和机要办公室；有20余孔窑洞，是毛泽东、周恩来、朱德、任弼时、刘少奇等领导人的办公室和寝室。毛泽东旧居位于两排石窑洞五个院落的中间，东西两部分别时朱德旧居和周恩来旧居。
枣园村西有有中央社会部旧址，包括机关旧址、总务处旧址、李克农旧居、一室旧址、二室旧址和共产国际远东情报局驻延安联络小组旧址等。对外开放参观。